# Louis Bizarelli
Louis Bizarelli est un homme politique français né le 25 juillet 1836 à Saint-Florent (Haute-Corse) et décédé le 19 juin 1902 à Paris.

## Biographie
Médecin, il s'installe en 1860 au Grand-Serre, dans la Drôme, et devient rapidement conseiller général. Il est député républicain de la Drôme de 1879 à 1899. Il devient, notamment, durant cette période, questeur de la Chambre de 1890 à 1899. Il est sénateur de la Drôme de 1899 à 1902.

## Sources
- « Louis Bizarelli », dans le Dictionnaire des parlementaires français (1889-1940), sous la direction de Jean Jolly, PUF, 1960 [détail de l’édition]
- « Louis Bizarelli », dans Adolphe Robert et Gaston Cougny, Dictionnaire des parlementaires français, Edgar Bourloton, 1889-1891 [détail de l’édition]